# Heiligenverehrung

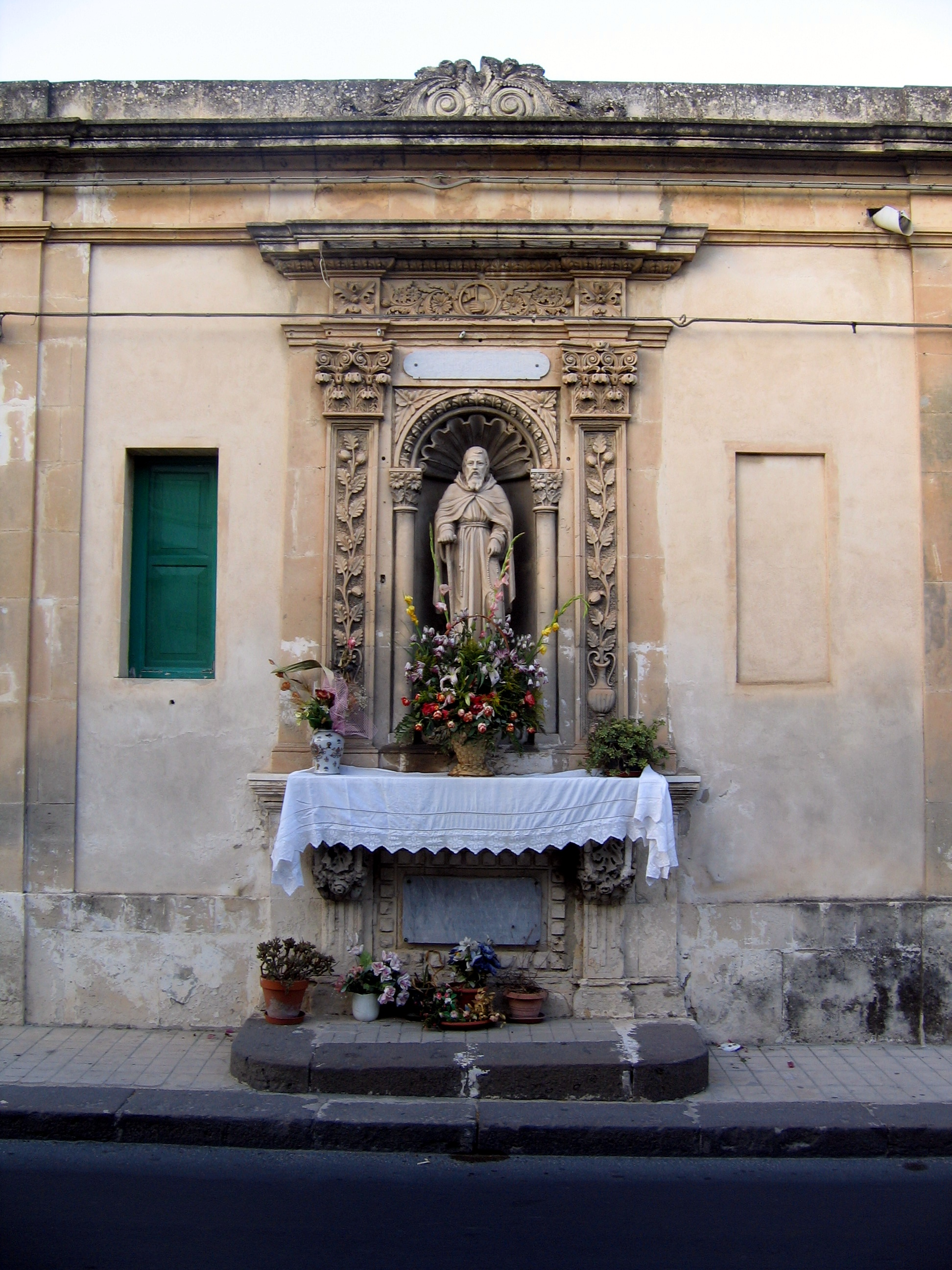
Statue des auf Sizilien verehrten Volksheiligen Corrado Confalonieri (Noto, Sommer 2007)

Die Heiligenverehrung ist das verehrende Gedenken an einzelne Menschen („Heiliger“), von denen eine Glaubensgemeinschaft annimmt, dass sie zu Heiligkeit berufen waren und ein vorbildliches oder heiligmäßiges Leben geführt bzw. die Kriterien für die Heiligsprechung durch die Glaubensgemeinschaft erfüllt haben.
Formen von Heiligenverehrung gibt es innerhalb des Christentums in der römisch-katholischen Kirche, den Ostkirchen, in der anglikanischen Kirche und in einigen protestantischen Konfessionen; darüber hinaus auch im Hinduismus und im Buddhismus, im Islam und im Judentum.

## Vergleichende Religionswissenschaft
Da über die Definition des Heiligen in der Religionswissenschaft kein Konsens besteht, empfiehlt es sich, die Verehrung lebender Personen nicht als Heiligenverehrung zu bezeichnen, sondern den Begriff enger zu fassen: die Verehrung verstorbener, meist als historisch angesehener Personen, meist mit besonderem Bezug zu ihrem Grab. Der Besuch dieser Gräber ist oft mit der Hoffnung verbunden, der Heilige möge ein Wunder wirken, besonders Krankheiten heilen. Eine Spezialisierung der wundertätigen Kraft, indem bestimmte Heilige für bestimmte Krankheiten „zuständig“ sind, ist dabei naheliegend.
Nicht unter Heiligenverehrung subsumiert werden üblicherweise die Ahnenverehrung sowie die Verehrung von Religionsstiftern und Reformatoren. Als Phänomen der Volksreligiosität wird die Heiligenverehrung von der „offiziellen“ Religion teils nicht beachtet, teils aber auch von Reformbewegungen bekämpft (Beispiel: Wahhabismus).
Heiligenverehrung kann Religionsgrenzen überschreiten. Beispielsweise verehren Hindus sowohl katholische als auch islamische Heiligenschreine, und in Marokko werden jüdische und muslimische Heiligengräber auch von den Angehörigen der jeweils anderen Religion besucht. Die religionsübergreifende Bedeutung eines Heiligengrabes kann allerdings auch Anlass für Konflikte um die Kontrolle der heiligen Stätte sein (Beispiel: Grab des Sufi Hazrat Dada Hayat Khalandar, Baba Budan Giri, Karnataka).

## Judentum

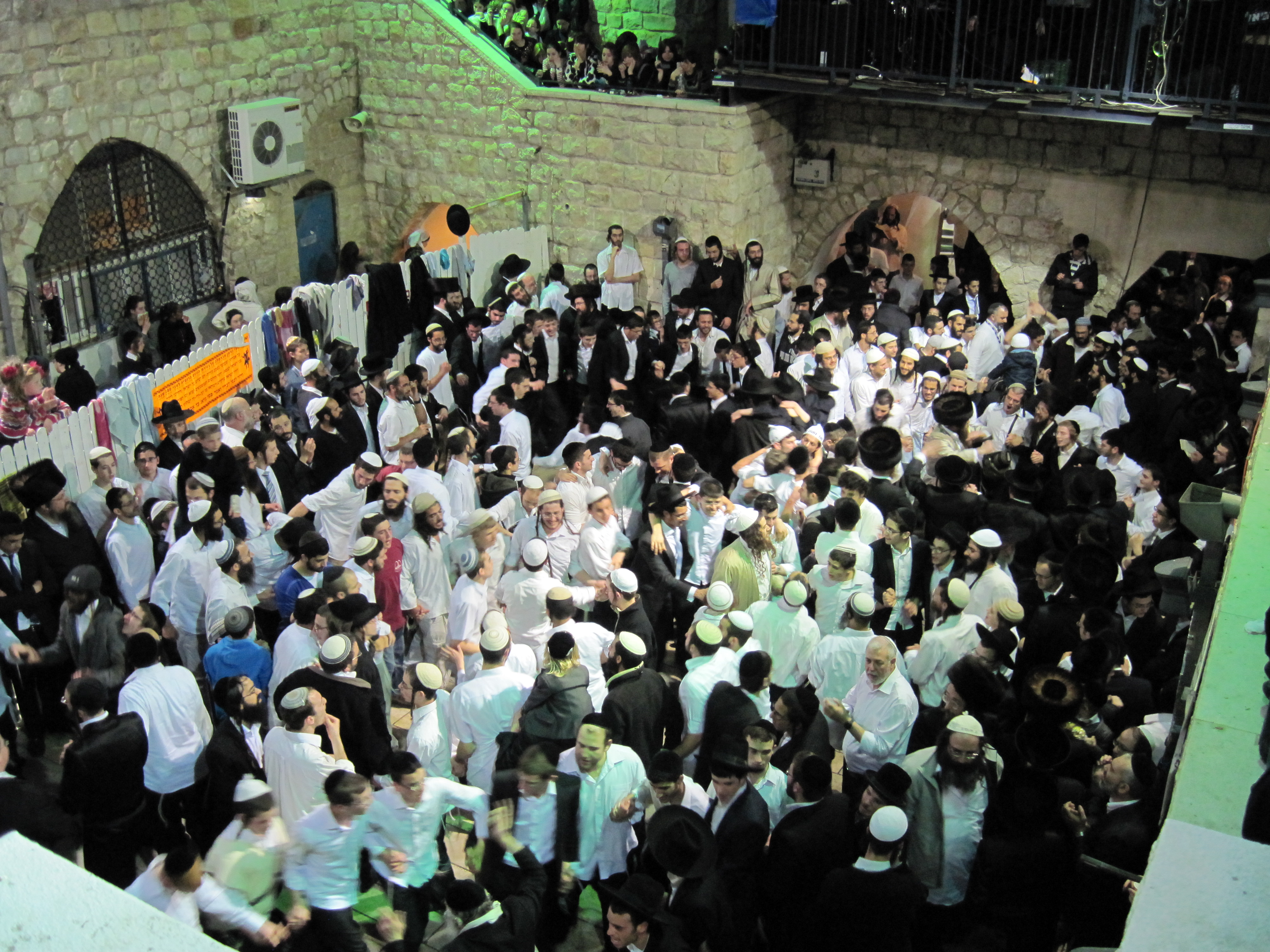
Chillula von Rabbi Schimon ben Jochai in Meron (2014)

Das hellenistische Judentum kannte die Vorstellung, dass Patriarchen und Propheten, aber auch Märtyrer als Fürbitter vor Gott eintreten. Im 4. Buch der Makkabäer (18,23) heißt es, dass die Seelen der Heiligen den Thron Gottes umgeben. Aus der Zeit des Zweiten Tempels ist der Brauch gut bezeugt, für die „Gerechten“ Grabmäler zu errichten (Flavius Josephus, Cassius Dio, Vitae prophetarum, vgl. auch Lk 11,47 ). Obwohl dies in der rabbinischen Literatur gelegentlich kritisiert wurde, setzte sich die Verehrung von Heiligengräbern in Spätantike und Mittelalter weiter fort. Sie wurden zu Wallfahrtszielen. Jüdische Reisende des Mittelalters erwähnen Votivgaben, Gelübde und Gebetserhörungen, die mit dem Besuch solcher Gräber verbunden waren. Dass die Heiligen am Ort ihres Grabes als Fürbitter angerufen wurden, wird im Talmud mehrfach erwähnt.
Der Besuch von Heiligengräbern hat für Teile der jüdischen Bevölkerung im modernen Staat Israel große Bedeutung. Kerzenentzünden, Psalmrezitation und Gebetszettel sind mit dem Besuch dieser Gräber verbunden. Der Todestag des Heiligen (chillula) wird besonders begangen, ein Beispiel sind die Feiern anlässlich des Todestags von Schimon ben Jochai in Meron.

## Christentum

### Neues Testament
Im Neuen Testament wird von Menschen als Heiligen fast immer in der Mehrzahl gesprochen (einzige Ausnahme: Johannes der Täufer als „gerechter und heiliger Mann“, Mk 6,20 ). Alle Mitglieder einer christlichen Gemeinde wurden mit dem Ehrentitel Heilige bezeichnet, z. B. schrieb der Apostel Paulus an die „Geheiligten in Christus Jesus, die berufenen Heiligen“ in Korinth – ungeachtet dessen, dass es in der Gemeinde Spaltungen und andere Probleme gab (1 Kor 1,1 ). In Aufnahme von Motiven aus dem Alten Testament wurden die Christen von mehreren neutestamentlichen Autoren als heilige Gemeinde beschrieben, deren Mitglieder von Gott erwählt wurden. Die Zugehörigkeit verpflichte auch zur Trennung von der nicht-christlichen Umwelt.
Einige Texte des Neuen Testaments wurden im Lauf ihrer Rezeptionsgeschichte zur Begründung der Heiligenverehrung herangezogen. Der Begriff „Heilige“ kommt in ihnen allerdings nicht vor:
- 1 Kor 12,26 EU: „Wenn ein Glied geehrt wird, freuen sich alle Glieder mit.“
- Hebr 13,7 EU: „Gedenkt eurer Vorsteher, die euch das Wort Gottes verkündet haben! Betrachtet den Ertrag ihres Lebenswandels! Ahmt ihren Glauben nach.“
- Offb 6,9 EU: „Als das Lamm das fünfte Siegel öffnete, sah ich unter dem Altar die Seelen aller, die hingeschlachtet worden waren wegen des Wortes Gottes und wegen des Zeugnisses, das sie abgelegt hatten.“

Die römisch-katholische Kirche lehrt, dass die Heiligenverehrung „ihren Ursprung in der Heiligen Schrift (vgl. Apg 7,54–60 , Offb 6,9–11 , Offb 7,9–17 )“ habe und „für die erste Hälfte des zweiten Jahrhunderts mit Sicherheit bezeugt“ sei.

### Anfänge der Heiligenverehrung in der Alten Kirche
Die Christen der Spätantike kannten jüdische Märtyrerverehrung einerseits, paganen Heroenkult andererseits.
Das früheste Zeugnis christlicher Märtyrerverehrung stammt aus der christlichen Schrift „Martyrium des Polykarp“ aus dem 2. Jhd., einem Bericht über die Verhaftung und Hinrichtung des Bischofs Polykarp von Smyrna († um 155). Die Gemeinde von Smyrna bestätigt darin, dass sie die Gebeine Polykarps erhalten und bestattet habe. Am Ort seines Grabes werde man sich nun versammeln, um den „Geburtstag seines Martyriums“ voll Freude zu begehen:

„Auf diese Weise haben wir hinterher seine Gebeine bekommen, die wertvoller sind als kostbare Steine und schätzbarer als Gold, und haben sie an geeigneter Stätte beigesetzt. Dort werden wir uns mit der Gnade Gottes nach Möglichkeit in Jubel und Freude versammeln und den Geburtstag seines Martyriums feiern zum Andenken an die, welche bereits den Kampf bestanden haben, und zur Übung und Vorbereitung für die, welche ihm noch entgegengehen.“

Ein Jahrhundert später ist der Märtyrerkult auch im Westen bezeugt; Bezugspunkt für seine Durchsetzung in Rom war das Martyrium Sixtus’ II. († 258) und seiner sieben Diakone. Die Verehrung der Märtyrer orientierte sich an den Formen des antiken Totenkults und umfasste außer der Eucharistiefeier und der Verlesung des Martyriumsberichts auch das Totenmahl (refrigerium). Dass die Märtyrer als Fürbitter angerufen wurden, ist erstmals durch Graffiti (Triclia, Katakomben von San Sebastiano fuori le mura, datiert 9. August 260) bezeugt. Herausragende Märtyrer wurden nun als Patrone verstanden, die das Anliegen der Gläubigen, die sich an sie wandten, bei Gott vertraten. Das antik-römische Konzept des Patrons steht somit am Anfang der christlichen Heiligenverehrung. Man nahm an, dass die Seele des Heiligen im Himmel weile und vor Gott Fürsprache leiste, der Leib aber, dem man wundertätige Kraft zuschrieb, weiterhin auf Erden sei. Beide, Seele und Leib, seien aber miteinander verbunden. „Die Heiligen und deren Reliquien stellten ein wirkmächtiges Verbindungsglied zwischen Himmel und Erde dar … Aufbewahrt wurde die leibliche Hülle der Heiligen am irdischen Altar der Kirchen in Analogie dazu, dass die Seele unter dem himmlischen Altar weile.“

### Orthodoxe Kirchen

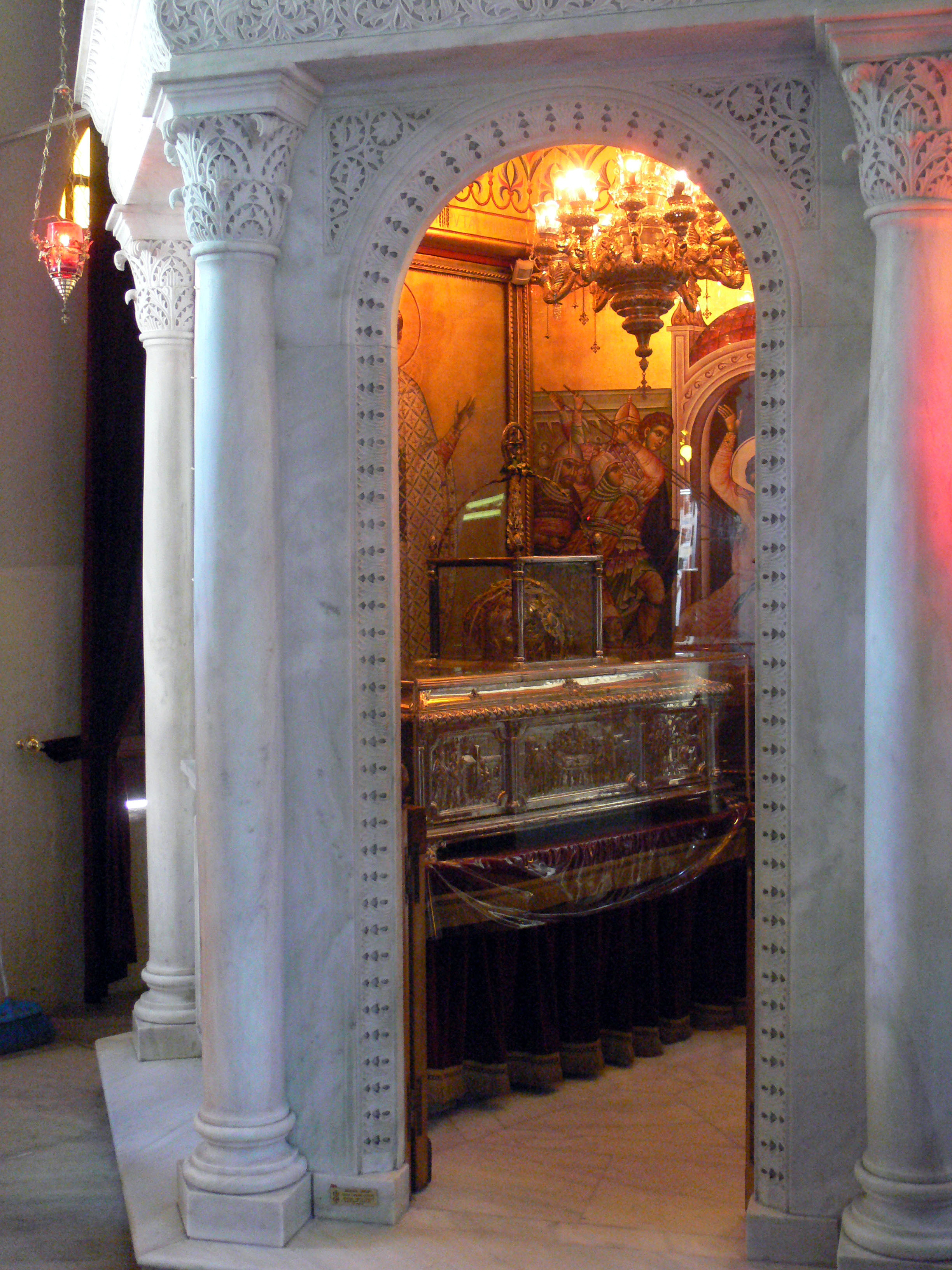
Schrein des heiligen Demetrios in Thessaloniki

Orthodoxe Theologie betont, dass Heiligkeit eine Eigenschaft Gottes sei, die Gott einzelnen Menschen gnadenweise mitteile. Johannes von Damaskus nannte die Heiligen in diesem Sinn „Götter“: sie seien zeit ihres Lebens im Prozess der Vergöttlichung (Theosis) gewesen, die alle Aspekte des Menschseins verändere, auch die Physis. Dies begründet nach ihrem Tod die Verehrung ihrer Reliquien. In ihnen sowie in den Ikonen der Heiligen sei gnadenhaft aufgrund göttlicher Energie die Kraft der Auferstehung wirksam. „Ein solches geistl[ich]-realistisches Verständnis der Verehrung als eines Prozesses, der zur Anteilhabe an den ungeschaffenen Energien Gottes führt, fand seine Widerspiegelung in der ganzen Struktur des kirchl[ichen] Lebens.“
Ein weiteres Kennzeichen orthodoxer Heiligenverehrung ist die auf Pseudo-Dionysius Areopagita zurückgehende Konzeption himmlischer Hierarchien. Die Heiligen verwirklichen verschiedene Formen spirituellen Wachstums und sind demgemäß zu Gruppen (Chören) geordnet. Diese Ordnung der himmlischen Welt spiegelt sich im Aufbau der Ikonostase; sie liegt dem Typikon zugrunde und findet bei der Proskomidie symbolischen Ausdruck.

### Römisch-Katholische Kirche

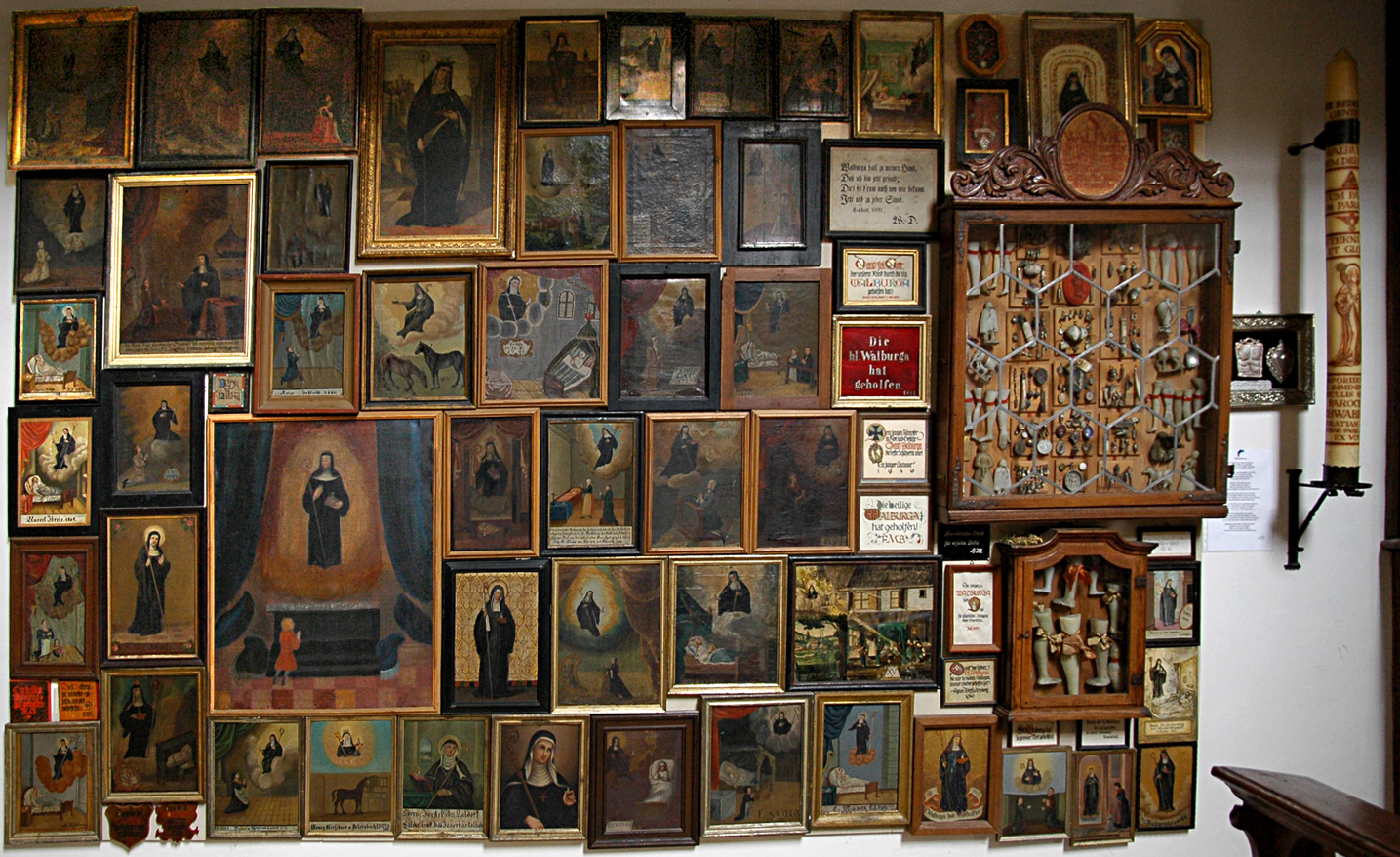
Votivgaben für die Hilfe der heiligen Walburga (Kloster St. Walburg)

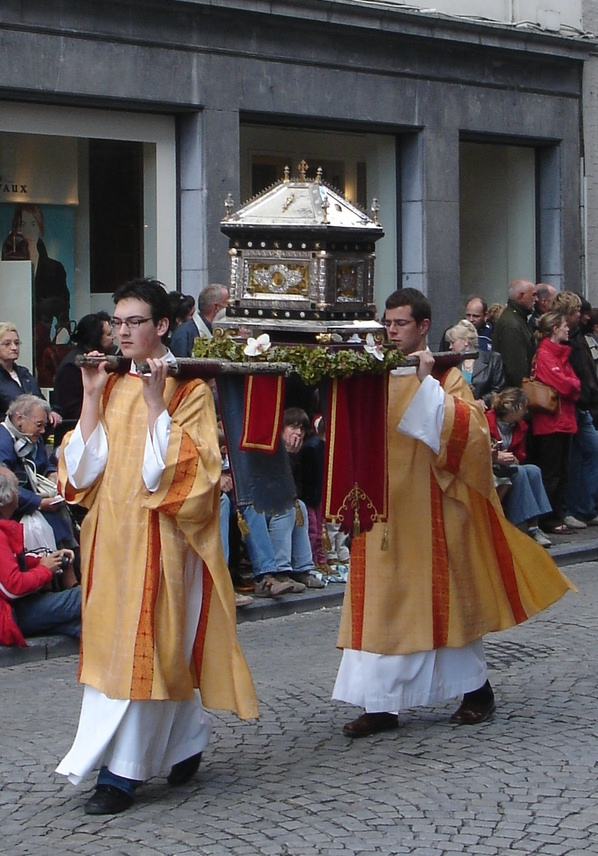
Prozession mit dem Donatianusschrein in Brügge

Die Heiligenverehrung spielt seit dem 13. Jahrhundert in der katholischen Kirche eine große Rolle im Alltag; entsprechend der sozialen Ausdifferenzierung der spätmittelalterlichen Gesellschaft und der Gewerke wurde für jedes Übel ein eigener Heiliger zuständig, so Antonius für die Mutterkornpilzvergiftung, Odilia für Augenleiden oder Leonhard für kranke Pferde. Hinzu kamen lokale Traditionen, so dass eine immer größere Wahlfreiheit bei der Verehrung der Heilsvermittler und Schutzpatrone entstand.
Die römisch-katholische Kirche bezeichnet die Heiligenverehrung als feierliche Ehrung (lat. veneratio, auch Dulia, griech. δουλεία, douleia) einer Person und dadurch die Verherrlichung Gottes selbst, der die „heilige“ Person (nach seinem Ebenbild) erschaffen, in Gnade angenommen, mit Charismen reich beschenkt und nach Ablauf ihres irdischen Lebens bei sich vollendet habe.
Die Verehrung der Gnade Gottes, die in den Heiligen verwirklicht gesehen wird, wird häufig äußerlich in einer Form der respektvollen Verneigung vor einem Heiligenbild oder einer Reliquie zum Ausdruck gebracht, normalerweise verbunden mit dem Kreuzzeichen; auch ein Kuss des Heiligenbildes oder der Reliquie, ein gegenseitiger Friedenskuss oder eine andere kulturell angemessene Weise des Zeigens von Ehre und Respekt kann erfolgen. Eine Art der Verehrung ist auch die Reliquienprozession (Foto). Eine Pflicht zur Heiligenverehrung gibt es in der römisch-katholischen Kirche nicht.
Die Heiligenverehrung hängt eng mit dem Begriff der Gemeinschaft der Heiligen zusammen, die im apostolischen Glaubensbekenntnis bezeugt wird. Das Zweite Vatikanische Konzil integrierte die Heiligenverehrung in ein Kirchenverständnis, das trinitätstheologisch und christologisch begründet ist und den Communio-Gedanken betont. „Die bildhafte Vorstellung von einer Art Instanzenweg, der indirekten Beeinflussung Gottes oder der Umstimmung des ‚strengen Richters Christus‘ durch die Milde der Mutter Maria und der H[eiligen] führt in die Irre und ist fernzuhalten.“ (Gerhard Ludwig Müller) 
Heilige haben einen Gedenktag im allgemeinen oder regionalen liturgischen Kalender. In der Regel ist es ihr Todestag („Geburtstag im Himmel“). An diesem Tag wird des oder der Heiligen in den liturgischen Texten der heiligen Messe und des Stundengebets gedacht. Der vielen unbekannten bzw. unerkannten Heiligen gedenkt die römisch-katholische Kirche am Hochfest Allerheiligen.
Das römisch-katholische Kirchenrecht (Can. 1278 CIC/17) sieht beispielsweise für Nationen, Diözesen, Gemeinden, Städte, religiöse Gemeinschaften verschiedener Art die Möglichkeit vor, Heilige als Schutzpatrone zu wählen. Dies bedurfte der Bestätigung der Ritenkongregation, es sei denn, die Verehrung des Heiligen bestand an dem betreffenden Ort schon seit „unvordenklicher Zeit.“ Die Verehrung der Diözesanheiligen hat große Bedeutung für die Spiritualität der Teilkirchen. Beispielsweise findet man auf den Webseiten deutschsprachiger Bistümer mit wenigen Ausnahmen Informationsmaterial über diese Heiligen. Im Kirchenjahr ist das Hochfest der Diözesanpatrone (meist identisch mit dem Hauptpatrozinium der Bischofskathedrale) vielerorts Anlass für aufwändige Kirchtagsfeiern.

### Lutherische Kirchen
Die Augsburgische Konfession (CA) befasst sich im 21. Artikel mit der Heiligenverehrung. Interessant ist, dass Philipp Melanchthon die Heiligenverehrung unter den Themen bringt, bei denen nach eigener Einschätzung grundsätzlich Konsens mit der altgläubigen Seite besteht. Darin weicht er von den Torgauer Artikeln ab, die inhaltlich unter anderem für CA 21 die Vorlage darstellen. Melanchthon weist der Heiligenverehrung eine doppelte positive Funktion zu:
- Der Glaube wird gestärkt, wenn die Kirche sieht, wie Gott den Heiligen Gnade erwiesen hat.
- Die guten Werke der Heiligen eignen sich als Vorbilder für das persönliche ethische Verhalten der Christen.

Aus Sicht von CA 21 veranschaulicht der Heilige durch sein Lebensbeispiel geradezu, was es heißt, sich ganz auf Christus zu verlassen. Sowohl die Anrufung der Heiligen als auch das Vertrauen darauf, dass sie als Vermittler gegenüber Gott wirken, wird in CA 21 dagegen abgelehnt, weil sie aus der Heiligen Schrift nicht zu begründen sei: „Denn es ist ein Gott und ein Mittler zwischen Gott und den Menschen, nämlich der Mensch Christus Jesus (1 Tim 2,5 )“. Das war zurückhaltend formuliert, worauf die altgläubige Confutatio aber mit scharfer Zurückweisung antwortete. Die Heiligenverehrung sei sehr wohl biblisch begründet, weil zwischen Christus, dem einen Mittler der Erlösung (mediator redemptionis), und den vielen Mittlern der Fürbitte (mediatores intercessionis) unterschieden werden müsse. Der Apostel Paulus sei ein Musterbeispiel eines solchen fürbittenden Heiligen, erwähnt er doch in seinen Briefen oft, dass er für die Adressaten bete. Melanchthons Apologie der Confessio Augustana (AC) ließ von dieser Argumentation nur gelten, dass man die Heiligen verehren solle und Christen zu Lebzeiten füreinander beten sollten. Immerhin gesteht die AC zu, dass nicht nur die Engel, sondern auch die verstorbenen Heiligen im Himmel für die Christenheit insgesamt (ingemein, in genere) Fürbitte leisten; hier klingt der Gedanke der Gemeinschaft der Heiligen und ihre Verbundenheit über die Todesgrenze hinweg an. Jesus Christus sei aber der einzige Mittler, sowohl mediator redemptionis als auch mediator intercessionis, weil sich beide Aspekte nicht voneinander trennen ließen. Die Heiligen könnten anderen Menschen nicht ihre eigenen Verdienste schenken. Sie sind laut AC Fürsprecher, aber keine Mittler der Fürbitte. Die Anrufung der Heiligen sei für Christen nicht notwendig. Mangels biblischen Gebots sei sie als etwas Ungewisses einzustufen; der Glaube könne sich darauf nicht gründen.
Die von Martin Luther als sein theologisches Testament verfassten Schmalkaldischen Artikel sind in der Abweisung der Heiligenverehrung schärfer als die von Melanchthon verantworteten Bekenntnisschriften: „Anrufung der Heiligen ist auch der endchristischen Mißbräuche einer und streitet wider den ersten Hauptartikel und tilget die Erkenntnis Christi … Und wiewohl die Engel im Himmel fur uns bitten (wie Christus selber auch tut), also auch die Heiligen auf Erden oder vielleicht auch im Himmel, so folget daraus nicht, daß wir die Engel und Heiligen anrüfen, anbeten, … Kirchen, Altar, Gottesdienst stiften und anderweise mehr dienen und sie fur Nothelfer halten und allerlei Hilfe unter sie teilen und iglichem ein sonderliche zueignen sollten, wie die Papisten lehren und tun …“ Luther vermutete, dass man die Heiligen „mit Frieden lassen“ werde, sobald sie nicht mehr um Hilfe angegangen würden, rein „ümbsonst oder aus Liebe“ werde man sie nicht mehr viel beachten.

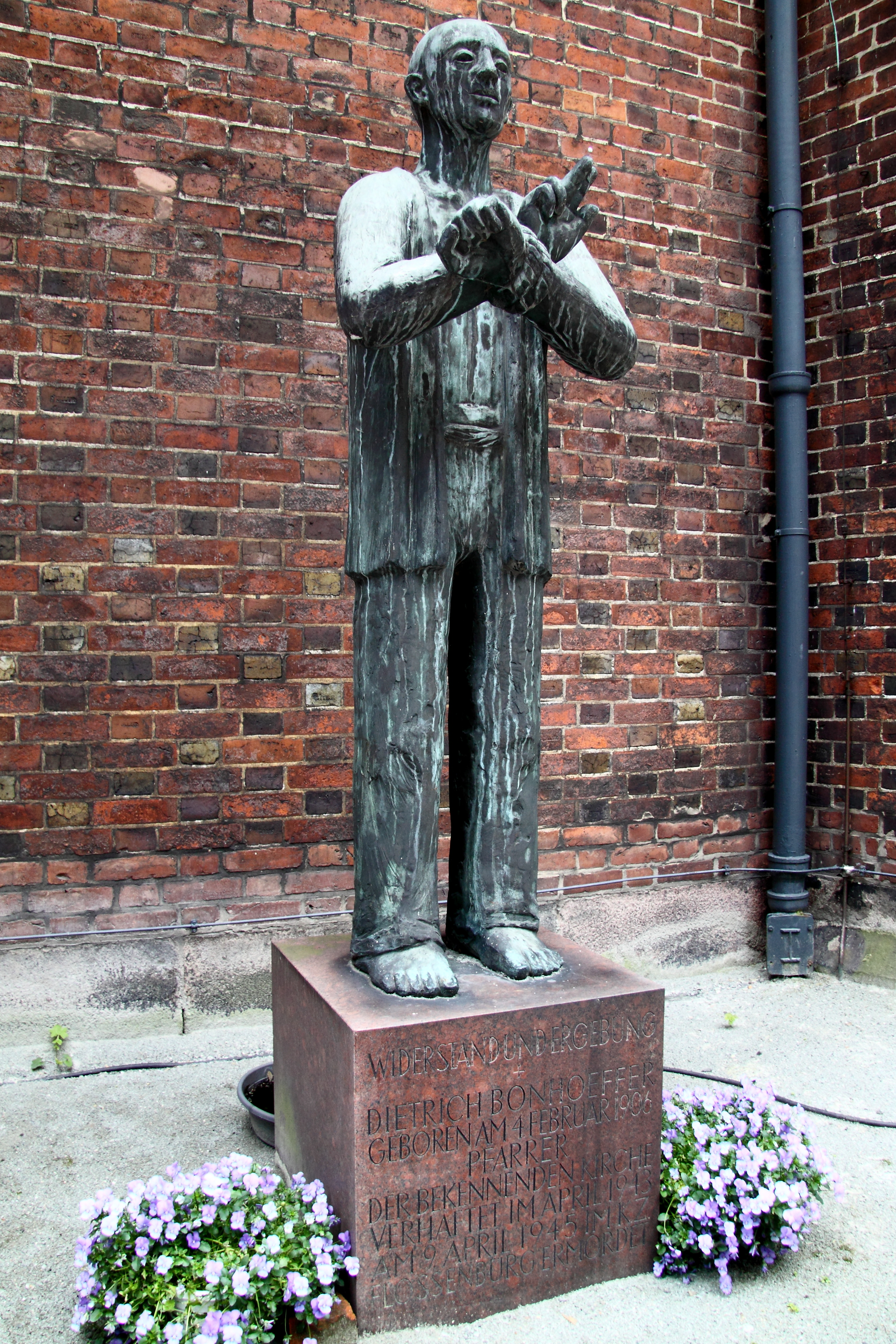
Dietrich Bonhoeffer, Skulptur von Fritz Fleer (1979) vor der Hamburger Hauptkirche Sankt Petri

Auf dieser Grundlage pflegte das Luthertum die Erinnerung an ausgewählte altkirchliche und mittelalterliche Heilige sowie mittelalterliche Theologen wie John Wyclif und Jan Hus, die als Vorläufer der Reformation verstanden wurden. Im Pietismus sowie in den Erweckungsbewegungen des 19. Jahrhunderts wurde das Heiligengedenken betont. Im Pietismus war dies eine Konsequenz des spiritualisierten Kirchenverständnisses, welches die Institution Kirche vergleichgültigte und die Gemeinschaft der Heiligen über Konfessions- und Zeitgrenzen hinweg betonte. Im 20. Jahrhundert kamen weitere Impulse aus der Ökumene. Am Beispiel Dietrich Bonhoeffers diskutiert Wolfgang Huber, inwiefern es „evangelische Heilige“ geben könne: „Als evangelische Christen rufen wir die Heiligen nicht als Fürsprecher an, sondern halten uns an Christus als den einen Mittler zwischen uns Menschen und Gott. Dennoch können wir von einem evangelischen Heiligen dort reden, wo Lebenszeugnis und Glaubenskraft sich in einer Weise verbunden haben, dass dies zum Glauben und zum christlichen Handeln von Christen auch an anderem Ort, zu anderer Zeit und unter anderen Bedingungen ermutigt.“
Das Evangelische Gottesdienstbuch als gemeinsame Agende von UEK und VELKD enthält ein Proprium für den Gedenktag der Heiligen (1. November). Das Evangelium ist das gleiche wie am vorausgehenden Gedenktag der Reformation, nämlich die Seligpreisungen nach Mt 5,1–10. Das Reformationsfest hat Texte und Motive des Festes Allerheiligen an sich gezogen. Außerdem enthält das Gottesdienstbuch Proprien für den Gedenktag eines Märtyrers der Kirche und den Gedenktag eines Lehrers oder einer Lehrerin der Kirche. Die im Advent 2018 in der EKD eingeführte Ordnung gottesdienstlicher Texte und Lieder enthält neben Gedenktagen biblischer Personen zwei populäre nichtbiblische Heiligenfeste: den Martinstag und den Nikolaustag. Martin und Nikolaus werden ebenso wie die biblische Gestalt Maria Magdalena (Gedenktag neu: 22. Juli) als „Vorbilder im Glauben“ bezeichnet; ihre Proprien enthielten „lebensweltliche Themen“.
Die Selbständige Evangelisch-Lutherische Kirche gedenkt der Heiligen ebenfalls am 1. November, am Gedenktag der Heiligen.

### Reformierte Kirchen
Martin Bucer und Huldrych Zwingli sprachen sich entschieden gegen die Heiligenverehrung aus. Bucer schaffte die Heiligentage ganz ab und entzog damit der Heiligenverehrung die Grundlage. Zwingli begründete seine Haltung zur Heiligenverehrung auf der Ersten Zürcher Disputation bzw. den dafür verfassten Schlussreden. Zusammen mit der Messopferlehre, dem sakramentalen Verständnis der Beichte und der Bilderverehrung galt der Heiligenkult Zwingli als „Kreaturvergötterung“, die er mit dem im Alten Testament oft thematisierten Götzendienst gleichsetzte. Ganz ähnlich argumentierte Johannes Calvin, der im Rahmen der Gebetslehre auf die Heiligenverehrung einging. Dass man je nach Anliegen bestimmte Heilige anrufe, sie quasi zu Schutzgöttern mache und glaube, sie seien einem besonders gewogen, sei Aberglaube, wie er von den biblischen Propheten kritisiert werde. Nur Gott allein stehe Verehrung zu, ein Unterschied zwischen Verehrung (latreia) und Dienst (douleia) sei fragwürdig und werde in der Realität nicht beachtet; außerdem (angenommen, der Unterschied ließe sich wahren) sei Dienst mehr als nur Verehrung, und so bliebe Gott absurderweise das Geringere, den Heiligen das Höhere. Der Heidelberger Katechismus (Frage 94) nennt das Anrufen der Heiligen unter den Sünden wider das erste Gebot.

### Heiligenverehrung im ökumenischen Gespräch
Eine gemeinsame Arbeitsgruppe der Deutschen Bischofskonferenz und der Kirchenleitung der VELKD befasste sich ab 1997 mit Fragen der Ekklesiologie, die zwischen den Konfessionen strittig sind. Die Ergebnisse wurden 2000 unter dem Titel Communio Sanctorum. Die Kirche als Gemeinschaft der Heiligen veröffentlicht. In den Kapiteln zur Heiligen- und Marienverehrung „werden spezifisch katholische Bereiche der Frömmigkeit dargelegt mit dem Ziel, evangelische Zugänge zu ihnen zu schaffen.“ In diesem Sinn wird ausgeführt, dass Heiligengedenken in evangelischem Sinn nur im Gebet zu Gott seinen Ort hat, während katholisches Heiligengedenken die Form einer Anrufung des Heiligen annehmen kann, „die nur in Christus ermöglicht und von dem Gebet zu ihm unterschieden ist.“ Als „Form der Liebe“ habe die Heiligenverehrung konkrete Formen angenommen, die zeit- und kulturbedingt seien. Diese könnten weder für alle Christen verpflichtend gemacht noch vom eigenen partikularen Standpunkt aus gänzlich abgelehnt werden. Heiligenverehrung wird in den größeren Kontext der Gottesverehrung gestellt, „Christen wenden sich Gott und in Gott allen Heiligen zu, wenn sie einen oder eine von ihnen verehren.“ Aus katholischer Sicht sei es sinnvoll, einzelne Heilige, je nachdem welchen Aspekt der christlichen Existenz sie in besonderem Maße verwirklichten, mit bestimmten Bereichen der heutigen Lebenswelt in Beziehung zu setzen. Hier wird an das Patrozinium erinnert: „Heilige wurden zu Patronen von Gotteshäusern und Gemeinschaften, von Berufen, Ständen usw. … Das soll die Christen ermutigen, ihre je eigenen Gnadengaben für den Aufbau der Kirche fruchtbar zu machen.“ Die Arbeitsgruppe erinnert daran, dass mittelalterliche Kirchen im evangelisch-lutherischen Raum meist ihren Heiligennamen behielten, neuere Kirchen und kirchliche Gebäude gern nach Glaubenszeugen der nachreformatorischen Zeit benannt werden. Der Evangelischer Namenskalender wird erwähnt, ebenso, dass lutherische Kirchen Kunstwerke verschiedener Epochen aufweisen, die Heilige darstellen.

### Fachlexika
- Günter Lanczkowski, Göran Larsson, Karl Hausberger, Christian Hannick, Frieder Schulz: Heilige/Heiligenverehrung. In: Theologische Realenzyklopädie (TRE). Band 14, de Gruyter, Berlin / New York 1985, ISBN 3-11-008583-6, S. 641–672.
- Michael Bergunder, Ulrich Köpf, Gerhard Ludwig Müller, Vladimir Ivanov, Hans-Martin Barth, Anna Maria Schwemer, Jürgen Paul: Heilige/Heiligenverehrung. In: Religion in Geschichte und Gegenwart (RGG). 4. Auflage. Band 3, Mohr-Siebeck, Tübingen 2000, Sp. 1539–1546.
- Theofried Baumeister, Gerhard Ludwig Müller, Heinz Maritz, Philipp Harnoncourt, Peter Plank, Arnold Angenendt: Heiligenverehrung. In: Walter Kasper (Hrsg.): Lexikon für Theologie und Kirche. 3. Auflage. Band 4. Herder, Freiburg im Breisgau 1995, Sp. 1296–1304.
- Gerhard Ludwig Müller: Heiligenverehrung. In: Christian Schütz (Hrsg.): Praktisches Lexikon der Spiritualität. Herder, Freiburg i.Br. u. a. 1992, ISBN 3-451-22614-6, Sp. 594–597.

### Monographien
Nach Autoren / Herausgebern alphabetisch geordnet
- Sabine Komm: Heiligengrabmäler des 11. und 12. Jahrhunderts in Frankreich. Untersuchung zur Typologie und Grabverehrung (= Manuskripte für Kunstwissenschaft in der Wernerschen Verlagsgesellschaft 27). Wernersche Verlagsgesellschaft, Worms 1990, ISBN 978-3-88462-926-0.
- Felizitas Küble: Die Fürsprache der Gerechten. Verehrung und Fürbitte der Heiligen aus biblischer Sicht, in: Theologisches 41 (1–2/2011), Sp. 111–114.
- Ernst Lucius: Die Anfänge des Heiligenkultes in der christlichen Kirche. Hrsg. von G. Anrich, Tübingen 1904.
- Wiebke Schulz-Wackerbarth: Heiligenverehrung im spätantiken und frühmittelalterlichen Rom. Hagiographie und Topographie im Diskurs (= Kontexte. Neue Beiträge zur historischen und systematischen Theologie Band 47.) Edition Ruprecht, Göttingen 2020, ISBN 978-3-8469-0286-8.

## Kirchliche Dokumente
- Bilaterale Arbeitsgruppe der Deutschen Bischofskonferenz und der Kirchenleitung der VELKD: Communio Sanctorum – Die Kirche als Gemeinschaft der Heiligen. Bonifatius, Paderborn und Lembeck, Frankfurt am Main 2000. ISBN 3-89710-151-3, ISBN 3-87476-366-8. (PDF)

## Einzelbelege
1. 1 2 3  Michael Bergunder: Heilige/Heiligenverehrung I. Religionsgeschichtlich. In: Religion in Geschichte und Gegenwart (RGG). 4. Auflage. Band 3, Mohr-Siebeck, Tübingen 2000, Sp. 1539–1540.
2. ↑  Günter Lanczkowski: Heilige/Heiligenverehrung I. Religionsgeschichtlich. In: Theologische Realenzyklopädie (TRE). Band 14, de Gruyter, Berlin / New York 1985, ISBN 3-11-008583-6, S. 641–644.
3. ↑  Anna Maria Schwemer: Heilige/Heiligenverehrung IV. Judentum. In: Religion in Geschichte und Gegenwart (RGG). 4. Auflage. Band 3, Mohr-Siebeck, Tübingen 2000, Sp. 1545.
4. ↑  Göran Larsson: Heilige/Heiligenverehrung II. Judentum. In: Theologische Realenzyklopädie (TRE). Band 14, de Gruyter, Berlin / New York 1985, ISBN 3-11-008583-6, S. 644–646. Vgl. Babylonischer Talmud, Bereschit 18b; Schabbat 152b; Taanit 16a; Sota 34b; Bava Metzia 85b.
5. ↑  Göran Larsson: Heilige/Heiligenverehrung II. Judentum. In: Theologische Realenzyklopädie (TRE). Band 14, de Gruyter, Berlin / New York 1985, ISBN 3-11-008583-6, S. 644–646.
6. ↑  Naomi Koltun-Fromm: Holiness II. New Testament. In: Encyclopedia of the Bible and Its Reception (EBR). Band 12, De Gruyter, Berlin/Boston 2016, ISBN 978-3-11-031329-1, Sp. 40–43.
7. ↑  Direktorium über die Volksfrömmigkeit und die Liturgie vom 17. Dezember 2001 (= Verlautbarungen des Apostolischen Stuhls, Heft 160), Nr. 208.
8. ↑  Peter Gemeinhardt: Holiness IV. Christianity A. Greek and Latin Patristics and Early Medieval Times. In: Encyclopedia of the Bible and Its Reception (EBR). Band 12, De Gruyter, Berlin/Boston 2016, ISBN 978-3-11-031329-1, Sp. 56–61., ebd. Sp. 56: Studies on late antiquity in recent decades have placed considerable importance on the “holy man” …, highlighting parallels between pagan and Christian holy people with respect to miracle-working, spiritual patronage, and commemoration at the tombs.
9. ↑  https://bkv.unifr.ch/de/works/cpg-1045/versions/martyrium-des-hl-polykarp-bkv/divisions/19
10. ↑  Karl Hausberger: Heilige/Heiligenverehrung III. Anfänge der christlichen Heiligenverehrung. In: Theologische Realenzyklopädie (TRE). Band 14, de Gruyter, Berlin / New York 1985, ISBN 3-11-008583-6, S. 646–651. Andreas Graßmann: Das Patrozinium. Eine kirchenrechtliche Darstellung mit besonderer Berücksichtigung des titulus ecclesiae gemäß c. 1218 CIC/83. Lang, Frankfurt am Main 2017, S. 141f.
11. ↑  Andreas Graßmann: Das Patrozinium. Eine kirchenrechtliche Darstellung mit besonderer Berücksichtigung des titulus ecclesiae gemäß c. 1218 CIC/83. Lang, Frankfurt am Main 2017, S. 22. Daraus folgt nicht, dass sich Kirchenpatrozinien in jedem Fall auf die Reliquien einer Kirche, speziell auf die Reliquien des Hauptaltars beziehen, wie Josef Jungmann bereits für das Ravenna des 6. Jahrhunderts zeigte. Vgl. ebd. S. 78–83 und Josef Jungmann: Vom Patrozinium zum Weiheakt. In: Liturgisches Jahrbuch 4 (1954), S. 130–148.
12. 1 2  Vladimir Ivanov: Heilige/Heiligenverehrung III. Dogmatisch 2. Orthodoxes Verständnis. In: Religion in Geschichte und Gegenwart (RGG). 4. Auflage. Band 3, Mohr-Siebeck, Tübingen 2000, Sp. 1544.
13. ↑  Peter Dinzelbacher: Religiosität: Mittelalter, in: Ders. (Hrsg.): Europäische Mentalitätsgeschichte, Stuttgart 2008, S. 151 f.
14. ↑  Direktorium über die Volksfrömmigkeit und die Liturgie vom 17. Dezember 2001 (= Verlautbarungen des Apostolischen Stuhls, Heft 160), Nr. 211 und 212.
15. ↑  Direktorium über die Volksfrömmigkeit und die Liturgie vom 17. Dezember 2001 (= Verlautbarungen des Apostolischen Stuhls, Heft 160), Nr. 237. Als Formen der Volksfrömmigkeit bezüglich der Reliquien wird folgendes genannt: „das Küssen der Reliquien, der Schmuck mit Lichtern und Blumen, der mit ihnen erteilte Segen, das Mittragen bei Prozessionen, nicht ausgeschlossen die Gewohnheit, sie zu den Kranken zu bringen, um sie zu stärken und die Bitte um Heilung zu bekräftigen“. Zur Verehrung von Heiligenbildern ebd., Nr. 239: „Die Gläubigen beten vor ihnen in den Kirchen oder in den eigenen Wohnungen. Sie schmücken sie mit Blumen, Lichtern und Edelsteinen. Sie grüßen sie in verschiedenen Formen der religiösen Anhänglichkeit. Sie tragen sie in Prozessionen mit und versehen sie als Zeichen der Dankbarkeit mit Weihegaben. Sie stellen sie in Nischen, auf Feldern oder in Kapellen an Wegen auf.“
16. ↑  Vgl. Konzil von Trient: Dekret über die Anrufung, die Verehrung und die Reliquien der Heiligen und über die heiligen Bilder (3. Dezember 1563, DH 1821): Es ist „gut und nützlich“ (bonum atque utile), die Heiligen um Fürbitte bei Gott anzurufen. Kritiker der Heiligenverehrung dagegen „denken gottlos“ (impie sentire).
17. ↑  Gerhard Ludwig Müller: Heilige/Heiligenverehrung III. Dogmatisch 1. Katholisches Verständnis. In: Religion in Geschichte und Gegenwart (RGG). 4. Auflage. Band 3, Mohr-Siebeck, Tübingen 2000, Sp. 1542–1543.
18. ↑  Andreas Graßmann: Das Patrozinium. Eine kirchenrechtliche Darstellung mit besonderer Berücksichtigung des titulus ecclesiae gemäß c. 1218 CIC/83. Lang, Frankfurt am Main 2017, S. 39f.
19. ↑  Andreas Graßmann: Das Patrozinium. Eine kirchenrechtliche Darstellung mit besonderer Berücksichtigung des titulus ecclesiae gemäß c. 1218 CIC/83. Lang, Frankfurt am Main 2017, S. 67f.
20. ↑  Gunther Wenz: Theologie der Bekenntnisschriften der evangelisch-lutherischen Kirche, Band 2. De Gruyter, Berlin u. a. 1998, S. 279f.
21. ↑  Vgl. demgegenüber Martin Luthers Position 1528 in Vom Abendmahl Christi. Bekenntnis: „Die heiligen anzuruffen haben andere angriffen, ehe denn ich, Und mir gefellet es und gleubs auch, das allein Christus sey als unser mitteler anzuruffen, Das gibt die schrifft und ist gewis: Von heiligen anzuruffen ist nichts ynn der schrifft, darum mus es ungewis und nicht zu gleuben sein.“ (WA 26, S. 508, 13–16)
22. 1 2  Ulrich Köpf: Heilige/Heiligenverehrung II. Kirchengeschichtlich. In: Religion in Geschichte und Gegenwart (RGG). 4. Auflage. Band 3, Mohr-Siebeck, Tübingen 2000, Sp. 1540–1542.
23. ↑  Gunther Wenz: Theologie der Bekenntnisschriften der evangelisch-lutherischen Kirche, Band 2. De Gruyter, Berlin u. a. 1998, S. 281.
24. ↑  Gunther Wenz: Theologie der Bekenntnisschriften der evangelisch-lutherischen Kirche, Band 2. De Gruyter, Berlin u. a. 1998, S. 279f.
25. ↑  BSLK S. 318, 13–25.
26. ↑  Gunther Wenz: Theologie der Bekenntnisschriften der evangelisch-lutherischen Kirche, Band 2. De Gruyter, Berlin u. a. 1998, S. 287f. Vgl. zur heutigen römisch-katholischen Position dagegen Lumen gentium 49 und Direktorium über die Volksfrömmigkeit und die Liturgie vom 17. Dezember 2001 (= Verlautbarungen des Apostolischen Stuhls, Heft 160), Nr. 210: „Die Lehre von der einzigen Mittlerschaft Christi (vgl. 1 Tim 2,5) schließt nachrangige andere Mittlerschaften nicht aus, die überdies im Innern der alles übergreifenden Mittlerschaft Christi zusammenwirken.“
27. ↑  BSLK, S. 320f.
28. ↑  BSLK S. 424f.
29. ↑  BSLK, S. 425, 20-25.
30. ↑  Andreas Graßmann: Das Patrozinium. Eine kirchenrechtliche Darstellung mit besonderer Berücksichtigung des titulus ecclesiae gemäß c. 1218 CIC/83. Lang, Frankfurt am Main 2017, S. 229 und Anm. 1008.
31. ↑  Wolfgang Huber: Dietrich Bonhoeffer – ein evangelischer Heiliger? – Vortrag im Ateneo Sant’Anselmo, Rom, 3. Mai 2007 (Online)
32. ↑  Zu evangelischer Heiligenverehrung im 20. Jahrhundert vgl. Corinna Dahlgrün: Christliche Spiritualität. Formen und Traditionen der Suche nach Gott. De Gruyter, 2. Auflage Berlin/Boston 2018, S. 419–426.
33. ↑  Karl-Heinrich Bieritz: Das Kirchenjahr. Feste, Gedenk- und Feiertage in Geschichte und Gegenwart. Beck, 3. Auflage München 1991, S. 156.
34. ↑  Kirchenjahr evangelisch: Perikopenrevision – Was ist neu?
35. ↑  Perikopenreform. Empfehlungen aus der Liturgischen Konferenz. In: Liturgie und Kultur 1/2012, S. 39.
36. ↑  Frieder Schulz: Heilige/Heiligenverehrung VII. Die protestantischen Kirchen. In: Theologische Realenzyklopädie (TRE). Band 14, de Gruyter, Berlin / New York 1985, ISBN 3-11-008583-6, S. 664–672.
37. ↑  Ulrich Gäbler: Huldrych Zwingli: Eine Einführung in sein Leben und sein Werk. TVZ, 3. Auflage Zürich 2004, S. 69.
38. ↑  Johannes Calvin: Institutio Christianae religionis III, 20, 22.
39. ↑  Johannes Calvin: Institutio Christianae religionis I, 12, 2.
40. ↑  Communio Sanctorum 272.
41. ↑  Communio Sanctorum 243.
42. ↑  Communio Sanctorum 245.
43. ↑  Communio Sanctorum 246.